# Pauline Slangen
Pauline Slangen (Lommel, 15 mei 2002) is een Belgische zangeres. Ze verwierf bekendheid na haar deelname en winst van de Regi Academy. Eerder nam ze deel aan The Voice Kids. 

## Biografie
Pauline nam op 14-jarige leeftijd deel aan The Voice Kids. Ze zat in team Josje en haalde juist de finale niet. In 2021 deed ze auditie bij de Regi Academy. Ze won het programma in september 2021. Samen met Regi nam ze de single Duizend sterren op. 
In oktober 2021 trad ze op in het Sportpaleis als onderdeel van de "Regi Tour", met "Kom Wat Dichterbij". In 2022 zong ze een cover van het Freya Ridings-nummer Lost Without You bij Liefde voor muziek voor Rode Neuzen Dag. Ook in 2023 maakte Pauline deel uit van de show "Regi - The Return" van Regi, die op 28 oktober 2023 plaatsvond in het Sportpaleis. Ze trad meerdere malen op en zong onder meer haar eigen nummer Uit Mijn Hoofd, een mashup van Rolling In The Deep van Adele met Reload van Sebastian Ingrosso, een mashup van Don't Stop The Music van Rihanna met Turn on the lights again van de Britse Fred Again en het Zweedse Swedish House Mafia, Everytime We Touch van het Duitse Cascada en Nobody's Wife van de Nederlandse Anouk. Verder viel ze in voor Emma Heesters tijdens de single Zwaartekracht (samen met Regi), waarna ze vervolgde met Something van het Belgische Lasgo en haar eigen single Duizend Sterren. Later in de show bracht ze nog een mashup van How Deep Is Your Love van Calvin Harris en Rihanna met The Humm van Dimitri Vegas & Like Mike en daarna zong ze een remix van Livin' on a Prayer van Bon Jovi. Afsluiten deed ze met een duet met Jaap Reesema, waarmee ze Kom wat dichterbij zong en zo inviel voor Olivia Trappeniers.
In juli 2022 loste ze haar eerste solonummer en trad ze op bij 10 om te zien.

## Televisie
- Regi Academy (2022) - extra jurylid
- Tien om te Zien (2022-2023) - als artiest
- Regi Academy (2021) - als kandidate
- The Voice Kids (2016) - als kandidate
- Burger House (2023) - als kandidate

## Discografie
| Single met hitnotering(en) in de Vlaamse Ultratop 50 | Datum van verschijnen | Datum van binnenkomst | Hoogste positie | Aantal weken | Opmerkingen                   |
| ---------------------------------------------------- | --------------------- | --------------------- | --------------- | ------------ | ----------------------------- |
| Duizend Sterren                                      | 25-09-2021            | 02-10-2021            | 12              | 19           | met Regi nr. 1 Vlaamse top 50 |
| Lost Without You                                     | 12-11-2021            | 27-11-2021            | 34              | 5            | met Regi                      |
| Uit mijn hoofd                                       | 22-07-2022            | 13-08-2022            | 7               | 24           | nr. 1 Vlaamse top 50          |
| Meer dan morgen                                      | 21-04-2023            | -                     | -               | -            |                               |
| Energie                                              | 24-05-2024            | 20-07-2024            | 29              | 11           |                               |